# Infinity Science Fiction
Infinity Science Fiction fue una revista de ciencia ficción estadounidense editada por Larry T. Shaw y publicada por Royal Publications. El primer número, que apareció en noviembre de 1955, incluía «The Star» (La estrella), de Arthur C. Clarke, que ganó el premio Hugo de ese año. Shaw consiguió relatos de algunos de los principales escritores de la época, como Brian Aldiss, Isaac Asimov y Robert Sheckley, aunque el contenido en general fue de desigual calidad. En 1958 Irwin Stein, el dueño de Royal Publications, decidió cancelar la revista; el último número tenía fecha de noviembre de 1958.
El título se recuperó una década más tarde por la editorial de Stein, Lancer Books, como una colección de antologías en rústica. Entre 1970 y 1973 se publicaron cinco volúmenes, editados por Robert Hoskins; se preparó un sexto volumen, pero se canceló a finales de 1973 debido a problemas financieros de Lancer.

## Historia editorial
Las revistas estadounidenses de ciencia ficción aparecieron por primera vez en la década de 1920 con el lanzamiento de Amazing Stories, una revista pulp publicada por Hugo Gernsback. Los inicios de la ciencia ficción como un género independiente se remontan a esta época, y a finales del decenio de 1930 el sector estaba experimentando su primer auge. La Segunda Guerra Mundial y la consiguiente escasez de papel llevó a la desaparición de varias publicaciones,  pero a finales de la década de 1940 el mercado comenzó a recuperarse; de tan solo ocho revistas activas en 1946, el mercado se amplió a veinte en 1950 y docenas más comenzaron a publicarse en la década siguiente. Infinity Science Fiction nació en medio de este auge editorial.
En 1954 Irwin y Helen Stein crearon la editorial Royal Publications y lanzaron dos revistas, Celebrity y Our Life, editadas por Larry T. Shaw. Shaw se fue para editar una revista de hot rods, pero cuando se lanzó Infinity al año siguiente, volvió a Royal para hacerse cargo del puesto de editor. El primer número llegó a los quioscos en septiembre de 1955, con una fecha de portada de noviembre. El mismo mes los Stein también lanzaron Suspect Detective Stories, una revista del género policial que confiaron a Shaw para que la editara, pero que convirtieron en una publicación de ciencia ficción después de cinco números, rebautizándola como Science Fiction Adventures.
A finales de los años 1950 Irwin Stein decidió crear dos revistas relacionadas con el sector, Monster Parade y Monsters and Things, para aprovechar el nuevo interés por las películas de terror y ciencia ficción. Science Fiction Adventures, que venía registrando escasas ventas, fue suspendida tras la publicación del número de junio de 1958; el último número de Infinity le siguió en noviembre. Para ahorrar dinero en los dos últimos números, Stein negoció la adquisición de material a menor precio y se hizo cargo de la selección de relatos realizada por Shaw.
En 1961 Irwin Stein y Walter Zacharius fundaron Lancer Books, y en 1963 Shaw fue contratado como editor de Lancer; fue reemplazado por Robert Hoskins en 1968. Hoskins trató de persuadir a Stein de volver a lanzar Infinity, pero sus previsiones financieras implicaban que se necesitaría una tirada de 50 000 ejemplares para que fuera rentable; Stein consideró que esto era improbable para una revista pero posible para una colección de antologías en rústica. La primera entrega de la serie, Infinity One, apareció en enero de 1970 y cuatro más se publicaron en los tres años siguientes, finalizando con Infinity Five en 1973. Se preparó un sexto volumen, pero Lancer quebró en noviembre de ese año; se canceló su publicación y Hoskins devolvió los textos a los autores.

## Contenidos y recepción

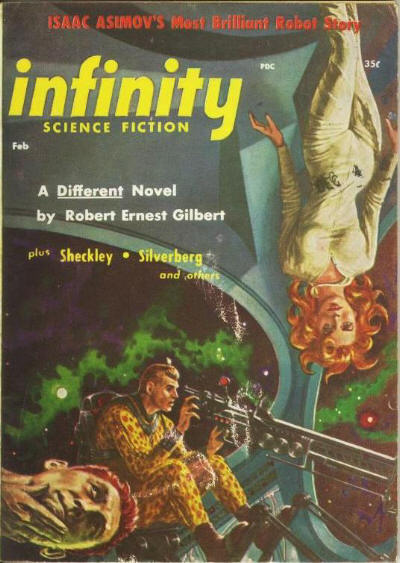
Portada del número de febrero de 1957, obra de Ed Emshwiller